# Eupogonius vandykei
Eupogonius vandykei là một loài bọ cánh cứng trong họ Cerambycidae.